# Guido Carli

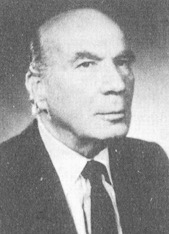
Guido Carli

Guido Carli (* 28. März 1914 in Brescia; † 23. April 1993 in Rom) war ein italienischer Wirtschaftswissenschaftler und Politiker.

## Leben
Von 1958 bis 1959 war Guido Carli Handelsminister und von 1960 bis 1975 Gouverneur der Banca d’Italia. Nachdem er von 1976 bis 1980 als Präsident der Italienischen Industriellen (Confindustria) amtiert hatte, wurde er 1989 Schatzminister. Dieses Amt übte er bis 1992 aus.
Seit 1978 bis zu seinem Tod war er Präsident der Freien Universität für Sozialstudien (Libera università internazionale degli studi sociali “Guido Carli”, LUISS) in Rom, die heute nach ihm benannt ist.